# プロスノーボーダーズ アソシエイション アジア
プロスノーボーダーズ アソシエイション アジア（英: Pro Snowboarders Association Asia、PSA ASIA）は、アジアで活動する会員の権利と個性を擁護し、且つ奨励するための活動を行う、国協会公認プロスノーボーダーによる選手会で、非営利団体である。
国際スノーボード連盟（ISF）の破綻後は大会公認事業も引き継ぎ、公認団体という側面もある。

## 沿革
- 1995年 8月29日 発足。ヨーロッパと北アメリカで発足したPSA制度をアジアにも設置すべく、日本スノーボード協会 PCM（プロコンペティターズミーティング）が独立する形で誕生した。
- 1996年 プロトライアル競技会を開始。
- 1997年 12月、PSA ASIA Pro Fileを発行。旧ロゴを決定。
- 1999年 6月、ウェブサイトを開設。このシーズンにSX種目で初のプロ登録資格を発行。
- 2001年 携帯電話用ウェブサイトを開設。DoCoMo「SNOW JAM」、au「SNOW MUSEUM」、J-PHONE「RIDE ON AIR」であった。
- 2002年 11月11日、現在のロゴに改定。
- 2005年 SS種目で初のプロ登録資格を発行。対象は第23回JSBA全日本選手権大会SS種目一般男子の上位3位入賞者。
- 2012年 SJ種目で初のプロ登録資格を発行。対象はMBAにプロトライアル参加した合格者。

### 歴代会長
- 1995年-1996年 西川たかし
- 1996年-2000年 上島しのぶ
- 2000年-2003年 相馬邦彦
- 2003年-2007年 佐々木健太郎
- 2007年-2010年 荒川祥範
- 2010年-2020年 藤宗毅
- 2021年-現在 竹内誠

## 会員
同会が認める国協会のプロ登録選手が会員になることができる。日本では、JSBA認プロがこれに該当する。
国籍や年齢に制限はない。かつては韓国、ニュージーランド、アメリカ、イギリス国籍のメンバーがいた。現在までの最年少会員は12歳、最年長会員は50歳。
会員IDであるPSA CODEは7桁の番号が割り当てられている。現在ISF CODEそのままの形で発行されており、はじめの2桁「30」は日本を表す国番号で、ISF時代の名残である。それに性別番号と個人番号が続く。なお、以前は32から始まる韓国のIDも管理していたが、現在のPSA ASIAにはJSBAしか加盟していない。

## 組織

### 総会
会員全員で構成する。決算の承認、役員の選任・解任、定款の変更、合併・解散について決議する。

### 理事会
8-16名の理事で構成している。このうち1名が代表理事となり会長に、2名以上が副会長となる。

### 専門部
- アルパイン専門部
- フリースタイル専門部
- スノーボードクロス専門部

以前はスロープスタイル専門部があったが、2013年にフリースタイル専門部へ統合された。

### 委員会
- 技術委員会

選手がその実力を発揮できる環境作りを行う。プロツアーのコースチェックや、クオリティ向上のためのアイディア提供、ルール改正、ジャッジングシステムの改善を行う。
- 資格委員会

プロ規程・プロトライアル規程の改定案を作成、及びルール改正、トライアル選手の管理を行う。
- 広報委員会

プロツアーの告知やリポート、プロの活動を幅広くアピールするためのプロモーション活動を行う。ウェブサイト、ツアーポスターやフライヤー、ステッカーの企画など、広報活動を行う。
- プロツアー準備委員会

プロツアーをより充実させるために、キャンプやライブなどのサイドイベントを含めた競技会についてのアイディア抽出と提案を行う。旧プロツアー実行委員会。
過去にはコーチング委員会（98-?）、財産管理を行う会計委員会（01-02まで）や、JSBA競技本部の小委員会への出向を目的とした競技本部委員会があった。また、臨時委員会が組織されることがあり、オリンピック対策臨時委員会があった。

### 事務局
2017年12月22日までは東京都渋谷区南平台町にあり、ISF ASIAやJSBAと同フロアであった。
JSBAの移転に伴い、2017年12月25日より神奈川県横浜市に移転。
2023年7月1日より愛知県小牧市に移転。

## 競技会
PSA ASIA Snowboard Pro Tourを毎年開催している。

### カテゴリー
- INV インヴィテーショナル

PSA ASIA選手および海外からの国際トップライダーを招待して行う国際インシティーイベント。賞金はUS$75,000またはJPY7,500,000以上。
- AOE アジアオープンイベント

新種目や新規程の開発・発展のために開催される大会。賞金JPY1,000,000以上。
- CRE クラウンイベント

PSAツアーチャンピオンを決定するポイントレース。賞金（過去には賞金と開催日数）によって1～4まで王冠の数が変動、数が増えるほど高ポイントかつ高額賞金となる。賞金JPY300,000以上。

### 公認種目

#### スピード種目
- SG スーパージャイアントスラローム
- GS ジャイアントスラローム
- DU デュアルスラローム
- SX スノーボードクロス

#### ジャッジ種目
- HP ハーフパイプ
- SS スロープスタイル
- SJ ストレートジャンプ
- QP クォーターパイプ
- FR フリーライド

## 関連組織
かつてはヨーロッパ、北アメリカにもそれぞれPSAが置かれ、さらにそれらエリアを超えての枠組みとなるプロスノーボーダーズアソシエイションワールドワイドも組織されていたが、現在はいずれも解散している。
また、以前は韓国スノーボード協会（KSBA）公認プロもメンバーであり、PSA ASIAの下にPSA KOREAとPSA JAPANがあったが、05.06年度の登録を最後に、以降はそれぞれ独自に活動するようになった。
- 国際スノーボード連盟（ISF-International Snowboard Federation）

スノーボーダーのためのスノーボーダーによるスノーボードの、世界初の国際統括団体。1991年発足、2002年6月22日解散済。
- プロスノーボーダーズアソシエイション ヨーロッパ（Pro Snowboarders Association Europe）

ヨーロッパのプロ団体。1990年にスイスのレンツァーハイドで発足、解散済。ISFメンバーであった。
- プロスノーボーダーズアソシエイション ノースアメリカ（Pro Snowboarders Association North America）

北アメリカのプロ団体。1990年代に発足。ISFメンバーであった。
- プロスノーボーダーズアソシエイション コリア（PSA KOERA-Pro Snowboarders Association Korea）

韓国のプロ団体。1997年発足。ISFメンバーであった。